# مامازار
مامازار به زن گرداننده مراسم زار در قسمت جنوب ایران گفته می‌شود مامازار توان استخراج طلسم و خروج موجودات ماورائی را از بدن افراد در مراسمی موسوم به مراسم زار را دارد.در طی این مراسم پیش کشی یا طعامی به موجود فراطبیعی (موکل) داده می شود تا مجاب به اجرای فرامین مامازار شود.
این پیش کش عموما قربانی کردن حیوان حلال گوشت (بز نر بالغ) یا سوزاندن عودهایی بنام بخورات سه گانه (بخور زار، بخور بحری، بخور سرخ) است.

## تاریخچه مامازار در ایران
تاریخچه لقب مامازار در جنوب ایران به سال های حضور بردگان آفریقایی در جنوب ایران باز میگردد.مامازار توان تسخیر ارواح و جنیانی را که با نام بادها وارد بدن اشخاص می شوند را دارند و بیشتر مراجعین مونث ، برای درمان و خروج این موجودات از بدن خود به سراغ مامازار می روند. در این میان بابازار هم با همین توان به مراجعین مذکر رسیدگی میکند و درمان و خروج جن از بدن مردان را به عهده می گیرد

## طلسم نگاری
در ایران تنها یک بابازار و یک مامازار علم استخراج و تحلیل را داشتند و توان ایجاد طلسم یا لوحه را با دو علم جفر و جماتریا انجام میدادند.بابازار غلام مارگیری مشهور به خلیفه غلام مارگیری با علم جفر و ستاره شناسی اقدام به محاسبه متغیر و نگارش طلسم میکرد ، غلام مارگیری ۸ خردادماه ۱۳۹۴ بر اثر سکته مغزی درگذشت. و پس از آن مامازار حلیمه سرحانی کنهء مامازار مشایخ جنوبی ایران با علم جماتریا و حساب جمل به محاسبه ستارها و استخراج لوحه طلسم می پردازد
حلیمه سرحانی کنهء استفاده از علوم جماتریا در راستای حب و صلح و محبت را مجاز میداند و علوم محاسبه را به رشته تحریر درآورده است.
او بیشتر مراحل اجرای طلسم و لوحه های خیر و سعادت را با توجه به کواکب استخراج کرده و جدول اختر را در وبسایت رسمی خود منتشر کرده است 
در مستند شبکه BBC حلیمه سرحانی کنهء مراسم زار درمانی را برای شخصی که تحت تسخیر بادها(جن) بود جهت زیر کردن باد بهمراه اشعاری با خوانش آفریقایی و ساحلی با ضرب موسیقی سنتی جنوب به اجرا درآورد.

## مراسم زار یا دگ
ثبت تصاویر از «مراسم زار» یا نام دیگر آن «مراسم دگ» عموما با مخالفت بابازار و مامازار مواجه می شود اما برخی دیگر تمایل به نمایش و توضیح بیشتری پیرامون چگونگی اجرای این مراسم دارند که در این میان بیشترین حجم فیلم و توضیح پیرامون مامازار و نوبان خرمشهر بنام حلیمه سرحانی کنهء می باشد که البته در قسمتهای مهم و کلیدی از فیلمبرداری و عکس برداری جلوگیری میکند و فقط در کلیت کار اجازه تهیه فیلم و مستند را میدهد.در مراسم زار هیچکسی بی اجازه ی بابازار یا مامازار حق خروج و ورود به مراسم را ندارد و اگر کسی زار نداشته باشد و بصورت افتخاری دعوت شود امکان گرفتن زار دارد.

## مامازار و بابازار در ایران
تعداد مامازار و بابازار در هر دوره مشخص است و عموما در هرمنطقه یک فرد بادها را به زیر می آورد و به درجه مامای زارها یا بابای زارهای منطقه خویش تبدیل میشود مثلا  «ملا عبد فیهانی» بابای مشایخ و زار آبادان و اروند کنار بوده است وغلام مارگیری مشهور به خلیفه غلام مارگیری بابازار میناب بوده است و «حلیمه سرحانی کنهء» مامازار مشایخ و نوبان و زار حال حاضر خرمشهر است که علوم جماتریا (به انگلیسی: Gimatria)  (به عبری: גימטריה) را به شیوه سنتی یهود(طلسم نویسی) و آفریقایی اجرا میکند از این رو نوبان زارهای جنوب است.مامازار شاگرد پس از بابازار محسوب میشود و پس از فوت ملاعبد فیهانی در مقام بابازار جنوب،مامازار به درجه نوبان میرسد و اکنون مشایخ جنوب تحت مامازار قرار دارد.
بابازارها و مامازارها در مجلس زار خون قربانی را که بزی نر است را با کمی نمک دریا می‌خورند و هر قدرت هر  بابازار یا مامازار با تعداد خون‌هایی که خورده‌است مشخص میشود
مثلاً مامازار حلیمه سرحانی کنهء که مامازار جنوب ایران است پنج خون خورده و بابا سالم که سال‌ها پیش بابای زار روستای سلخ از جزیره قشم بود، سه خون خورده بود وغلام مارگیری بابای میناب هم سه خون خورده‌است.

## مامازار و تسخیر هوا
مامازار «حلیمه سرحانی کنهء» در مقاله ای که پیرامون خاطرات اولین تسخیر در وبسایت رسمی خود منتشر کرده است  چنین می گوید:
بادهای کافر فقط در ارزش خروج هستند و نباید برای اشخاص عمومی به تسخیر درآورد و بادهای مسلمان و یهودی را برای اعمال مورد استفاده مناسب میداند. مامازار باد کافر را منشاء جنون و بیماری میداند و همچنین از بادهای یهودی جهت طالع بینی (به انگلیسی: Divination) و آینده نگری بهره برداری می شود.

## مراسم شاه پریان
مامازار همه ساله به انتخاب خود یکبار در یک روز سه شنبه در مراسم «شاه پریان» با تلفظ عمومی «شاپریون» شرکت می کند و با سوزاندن بخور زار در ساعات مشخص از روز،  به تقویت قوای ماورائی خود می پردازد.
مامازار بادی بنام «باد پری» را متعلق به این مکان میداند و با شرکت در این مراسم به تقویت آن می پردازد.تاریخ دقیقی از حضور مامازار در این مراسم وجود ندارد و با توجه به چرخش صور فلکی تاریخ این مراسم در هرسال متفاوت است و وجه مشترک اجرای همه ساله ی این مراسم واقع بودن آن در روز سه شنبه است ، البته مردم عادی در هر سه شنبه در این مکان حضور دارند. مردمی که به عوان  زائر به این مقبره می آیند اعتقاد دارند که انرژی درمانی و ماورائی در روز سه شنبه در این مقبره حکم فرماست.عموم زائرین از گفتن کلمه بسم الله در این مقبره و حمل اشیائ فلزی پرهیز میکنند.مقبره شاه پریان به شکل زیارتگاهی در شمال غربی استان هرمزگان واقع است و هر سه شنبه میزبان زائران بسیاری است.